# Otto Walz
Otto Walz   (20 de desembre de 1935) és un antic pilot de motocròs alemany de renom durant la dècada del 1960, quan participà com a membre dels equips oficials de Maico i, més tard, Montesa, en els Campionats d'Europa i del món de motocròs a la categoria de 250cc.

## Resum biogràfic
Walz va obtenir el permís de conduir per a motocicletes l'abril de 1952, a setze anys, i al mes següent ja va disputar el seu primer campionat d'enduro. El 1954 va córrer la seva primera cursa de motocròs i durant els anys següents va guanyar-ne diversos campionats regionals. El 1955 va començar a participar en curses internacionals arreu d'Europa. El 1957 va guanyar el Campionat d'Alemanya de motocròs en les cilindrades de 125 i 175cc i durant els anys següents en va guanyar quatre més en diverses cilindrades.
Otto Walz va començar a competir amb una Maico i es va mantenir fidel a la marca fins al 1961, quan canvià la seva moto de sempre per una Wabeha (tots els seus campionats d'Alemanya els guanyà amb la Maico tret del darrer, que ja ho va fer amb una Wabeha-Maico 365). Les Wabeha eren unes motocicletes de motocròs que dissenyaven i produïen a Alemanya Walz i els seus compatriotes Fritz Betzelbacher i Georg Hauger (el nom de la marca venia de les inicials dels seus respectius cognoms). Eren unes motos molt estables de les quals se'n vengueren diversos centenars. Inicialment, anaven equipades amb motors Maico i, des de 1964, amb Montesa. El canvi de motors va ser degut al fitxatge de Walz i Betzelbacher per Montesa aquell mateix any, un fitxatge molt celebrat al seu moment, ja que a l'època, a l'estat espanyol, eren molt populars els acudits sobre uns tals Otto i Fritz.
Cap a 1969, absorbit pels seus negocis particulars, Walz començà a espaiar la seva participació a les curses internacionals, tot i que seguí competint amb Montesa fins al 1972. Aquell any, abandonà definitivament la competició i se centrà exclusivament en la seva empresa, que s'havia expandit fins a esdevenir importadora de Montesa i Yamaha per a Alemanya. El 1973, a més, aconseguí la representació de BMW.
Cap al 2012, Otto Walz era el distribuïdor de Yamaha a la zona d'Emmendingen. El 2018 encara regentava un gran taller i centre de vendes a Herrenberg, Baden-Württemberg, anomenat Walz Motorsport.

## Palmarès al Campionat d'Europa de motocròs
Font:
| Any  | Motocicleta | 250cc |
| ---- | ----------- | ----- |
| 1957 | Maico       | 10è   |
| 1958 | Maico       | 24è   |
| 1959 | Maico       | 18è   |
| 1960 | Maico       | 20è   |
| 1961 | Maico       | 17è   |